# Ruth Asawa
Ruth Aiko Asawa (n. 24 ianuarie 1926, Norwalk, California, SUA – d. 6 august 2013, California, SUA) a fost o sculptoriță americană. Opera sa se află în colecțiile Muzeului Solomon R. Guggenheim și ale Muzeului Whitney al Artei Americane din New York. 15 dintre sculpturile sale din sârmă fac parte din expoziția permanentă din turnul Muzeului de Young din San Francisco, Parcul Golden Gate. În oraș sunt amplasate câteva havuzuri construite de ea.
Asawa a fost o promotoare a educației artistice și a avut o contribuție esențială la înființarea Școlii de Arte din San Francisco, redenumită în 2010 Școala de Arte „Ruth Asawa”.

## Viață timpurie și educație
Ruth Asawa s-a născut în 1926 la Norwalk, California, fiind unul dintre cei șapte copii în familie. Părinții ei, imigranți din Japonia, administrau o mică fermă agricolă până la internarea japonezilor din Statele Unite în timpul celui de-al doilea război mondial. Toată familia, cu excepția tatălui lui Ruth, a fost dusă într-un centru de internare amenajat la hipodromul Santa Anita, unde a petrecut cea mai mare parte din anul 1942, după care a fost trimisă la Centrul de relocare de război Rohwer din Arkansas. Tatăl lui Ruth, Umakichi Asawa, a fost arestat de agenții FBI în februarie 1942 și deținut într-un lagăr de detenție din New Mexico. Timp de șase luni, familia Asawa nu știa dacă Umakichi era în viață sau nu. Ruth nu și-a văzut tatăl timp de șase ani. Sora mai mică a lui Ruth, Nancy (Kimiko), se afla în vizită la rude în Japonia când aceste incidente aveau loc; ea nu a putut să se întoarcă deoarece SUA a ridicat dreptul de intrare în țară a japonezilor, chiar dacă erau cetățeni americani. Astfel, pe toată durata războiului Nancy a stat în Japonia.
Despre experiența sa de atunci, Ruth Asawa spunea următoarele:
„Nu țin pică pentru cele întâmplate; nu dau vina pe nimeni. Uneori găsești binele simțind răul. Nu aș fi fost același om dacă nu eram internată, iar mie îmi place cum sunt.”
De la o vârstă fragedă, Asawa se arăta interesată de artă. Ea era încurajată de învățătorul ei de clasa a treia să-și creeze propriile opere de artă. Drept urmare, în 1939 Asawa a luat locul I la un concurs de artă desfășurat la școală, pentru lucrarea sa la subiectul „Ce te face să fii american”.
După absolvirea liceului din centrul de internare, Asawa a frecventat Milwaukee State Teachers College din Wisconsin, intenționând să devină profesoară de artă. Ea nu a putut fi admisă la universitate pe coasta Californiei, întrucât războiul era în desfășurare și acea zonă era încă declarată interzisă pentru japonezi, indiferent dacă erau sau nu cetățeni americani. Aflându-se în imposibilitatea de a face practică, Asawa a părăsit Wisconsin fără a primi diploma de absolvire; aceasta i-a fost acordată abia în 1998.
În vara dinaintea ultimului an la Milwaukee, Ruth a călătorit în Mexic alături de sora ei mai mare Lois (Masako). Ea a frecventat un curs de artă la Universidad Nacional Autonoma de Mexico, printre profesorii ei numărându-se Clara Porset, designer de interior din Cuba. Josef Albers, un prieten al Clarei, i-a spus lui Asawa despre Black Mountain College, instituție la care acesta preda. Asawa își amintea următoarele:
„Mi s-a spus că mi-ar putea fi greu să lucrez la o școală publică fiind sub proaspăta impresie a războiului. Ba chiar viața mea ar putea fi în pericol. [El] a fost un înger trimis de Dumnezeu, pentru că m-a încurajat să-mi păstrez interesul pentru artă, iar eu m-am înscris apoi la Black Mountain College din Carolina de Nord.”
Din 1946 până în 1949, Asawa a studiat la Black Mountain College cu Josef Albers. De la Albers, ea a învățat să folosească materiale obișnuite și a început să experimenteze cu sârmă, folosind o varietate de tehnici. La fel ca toți studenții Black Mountain, Asawa a frecventat cursuri despre o mare varietate de forme de artă, această abordare interdisciplinară contribuind la formarea practicii sale artistice. Studiul ei de desen cu Ilya Bolotowsky și Josef Albers s-a dovedit a fi deosebit de formativ. Desenele ei din acea perioadă explorează modelul și repetiția; ea s-a pomenit interesată în mod special de meandru ca motiv. A fost influențată de sesiunile de vară din 1946 și 1948, la care au avut loc cursuri găzduite de artistul Jacob Lawrence, curatorul de fotografie și istoricul Beaumont Newhall, Jean Varda, compozitorul John Cage, coregraful Merce Cunningham, artistul Willem de Kooning, sculptorul Leo Amino și Richard Buckminster Fuller. Potrivit lui Asawa, cursurile de dans pe care le-a avut cu Merce Cunningham au inspirat-o deosebit de mult.

## Carieră artistică
În anii 1950, pe când studia la Black Mountain College din Asheville, Carolina de Nord, Asawa a realizat o serie de sculpturi din sârmă înnodate în diferite forme abstracte. A început cu coșuri, explorând apoi forme biomorfe care atârnă de tavan. Ea a învățat tehnica de manipulare a sârmei în timp ce se afla într-o excursie la Toluca, Mexic, unde localnicii foloseau o tehnică similară pentru a confecționa coșuri din sârmă galvanizată. Ea a explicat următoarele:
„Lucrul acesta mi-a fost interesant datorită economiei pe care o aduce o simplă linie, care crează un spațiu fără a-l închide sau bloca. El rămâne a fi transparent. Mi-am dat seama că dacă voi dori să produc aceste forme șerpuitoare și interconectate nu voi putea să folosesc decât linia, deoarece linia poate merge oriunde.”
După călătoria în Mexic, profesorul de desen al lui Asawa, Ilya Bolotowsky, a remarcat că interesul ei pentru desenul convențional a fost înlocuit de o fascinație pentru utilizarea sârmei ca metodă de desen în spațiu. Sculpturile ei cu sârmă în buclă explorează relația dintre volumele interioare și cele exterioare, care crează, conform spuselor ei, „o formă care se afla simultan în interior și în exterior”. Sculpturile au fost descrise ca întruchipând diferite stări: interior și exterior, linie și volum, trecut și viitor. Deși tehnica ei amintește de țesut, ea nu a studiat țesutul niciodată și nici nu a folosit materiale de fibră.
Sculpturile din sârmă ale lui Asawa au făcut-o celebră în anii 1950, când opera sa a apărut de mai multe ori în bienala Whitney, într-o expoziție din 1954 la Muzeul de artă modernă din San Francisco și în bienala de artă din São Paulo din 1955.
În 1962, Asawa a început să experimenteze cu sculpturi de sârmă legate în forme inspirate din natură, care deveneau din ce în ce mai abstracte pe măsură ce practica această tehnică. Manipula sârma prin galvanizare și alte procedee electrochimice asemănătoare. Daniell Cornell, curatorul muzeului de Young din San Francisco, declara că „în capacitatea sa de a înțelege modul în care sculpturile pot funcționa pentru a defini și interpreta spațiul, Ruth era parcă venită din viitor; acest aspect al operei sale a anticipat o mare parte din lucrările de instalație care au ajuns să domine arta contemporană”.
Asawa a participat ca artist la atelierul de litografie de la Institutul Tamarind din Los Angeles, în 1965. Colaborând cu cei șapte litografi prezenți acolo, ea a produs 52 de litografii ale prietenilor săi și ale membrilor de familie (inclusiv părinții ei, Umakichi și Haru), dar și litografii ale obiectelor naturale precum plantele.
În 1968, Asawa a realizat havuzul cu sirenă din Ghirardelli Square, pe litoralul San Francisco. În apropiere de Union Square (pe strada Stockton, între străzile Post și Sutter), a ridicat un havuz, la realizarea căruia a antrenat 200 de școlari care au modelat în aluat sute de imagini ale orașului San Francisco, turnate apoi în fier. A proiectat mai multe havuzuri publice de-a lungul anilor, fapt datorită căruia a devenit cunoscută în San Francisco ca „doamna havuzurilor”.

## Activism
Asawa se simțea o susținătoare aprigă a educației de artă ca experiență care transformă și deschide orizonturi, în special la copii. În 1968, ea a fost numită membru al Comisiei de Arte din San Francisco și a început să facă lobby pentru a sprijini programe de artă de care ar beneficia copiii mici și locuitorii de rând din San Francisco. Asawa a contribuit la fondarea Atelierului de artă „Alvarado” pentru elevi în 1968. La începutul anilor ’70, în baza modelului acestui atelier a fost creat „Comprehensive Employment and Training Act” (CETA), un program finanțat de autoritățile federale și replicat la nivel național, care obliga artiștii din toate disciplinele să realizeze lucrări de artă pentru public (care urmau a fi instalate în public).
Asawa a promovat metodele practice, considerând că copiii „învață mai bine practicând”, cât și instruirea copiilor de către artiștii profesioniști, fiind inspirată de experiența pe care ea însăși o căpătase de la profesorii-artiști profesionali de la Black Mountain College. În opinia sa, nu se putea aștepta ca învățătorii obișnuiți să poată preda artele. 85% din bugetul atelierului erau cheltuiți pe angajarea artiștilor profesioniști.
În 1982, a fost construit o școală publică de arte, Școala de Arte din San Francisco, redenumită ulterior (2010) în Școala de Arte „Ruth Asawa” din San Francisco, în onoarea ei. Asawa a făcut parte din Consiliul de Arte din California (1976), National Endowment for the Arts (1977), iar în perioada 1989-1997 a ocupat un fotoliu în consiliul de administrare al muzeelor de arte plastice din San Francisco.

## Viață personală
În iulie 1949, Asawa s-a căsătorit cu arhitectul Albert Lanier, cu care făcuse cunoștință în 1947 la Black Mountain College. Cuplul a avut șase copii: Xavier (n. 1950), Aiko (n. 1950), Hudson (n. 1952), Adam (1956-2003), Addie (n. 1958) și Paul (n. 1959). Familia s-a mutat în cartierul Noe Valley din San Francisco în 1960, unde Ruth a fost timp de mulți ani activă în viața comunitară. Albert Lanier a murit în 2008.
Asawa a murit din cauze naturale la 5 august 2013, la domiciliul său din San Francisco, la vârsta de 87 de ani.

## Recunoaștere
Imobilul lui Ruth Asawa este administrat în prezent de David Zwirner Gallery. Galeria a organizat o primă expoziție a lucrărilor lui Asawa în perioada 13 septembrie – 21 octombrie 2017.
În 1982, ziua de 12 februarie a fost declarată în San Francisco „Ziua Ruth Asawa”. În 2010, Școala de Arte din San Francisco a devenit Școala de Arte „Ruth Asawa” din San Francisco, în onoarea artistei.
În 2020, Serviciul Poștal al Statelor Unite a emis un set de timbre în memoria sa. La 1 mai 2019, Google a celebrat viața și activitatea lui Ruth Osawa publicând un Google Doodle în prima zi din „luna moștenirii asiatice și pacifice din America”.

### Premii
- 1968: Premiu I „Dymaxion” pentru artiști și savanți
- 1974: Medalia de aur de la Institutul American de Arhitecți
- 1990: Premiul „Cyril Magnin” al Camerei de Comerț din San Francisco
- 1993: Premiul de onoare al Societății femeilor de artă
- 1995: Premiul pentru întreaga activitate „Golden Ring” („Inelul de Aur”) al Asiatic American Art Fundations
- 2002: doctor onorific la Universitatea de Stat din San Francisco[33]

### Lucrări biobibliografice
- Asawa, Ruth; Laib, Jonathan; Bell, Tiffany; Storr, Robert; Gallery David Zwirner (2018). Ruth Asawa. ISBN 978-1-941701-68-3. OCLC 1033652841.

### Filme
- Snyder, Robert (producător; 1978). Ruth Asawa: On Forms and Growth, Pacific Palisades, CA: Masters and Masterworks Production
- Soe, Valerie; Asawa, Ruth (regizori; 2003). Each One Teach One: The Alvarado School Art Program, San Francisco: Programul de arte Alvarado[44]

## Opere selectate

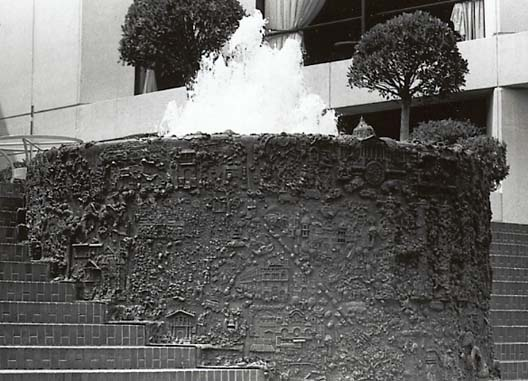
Havuzul din Union Square, San Francisco
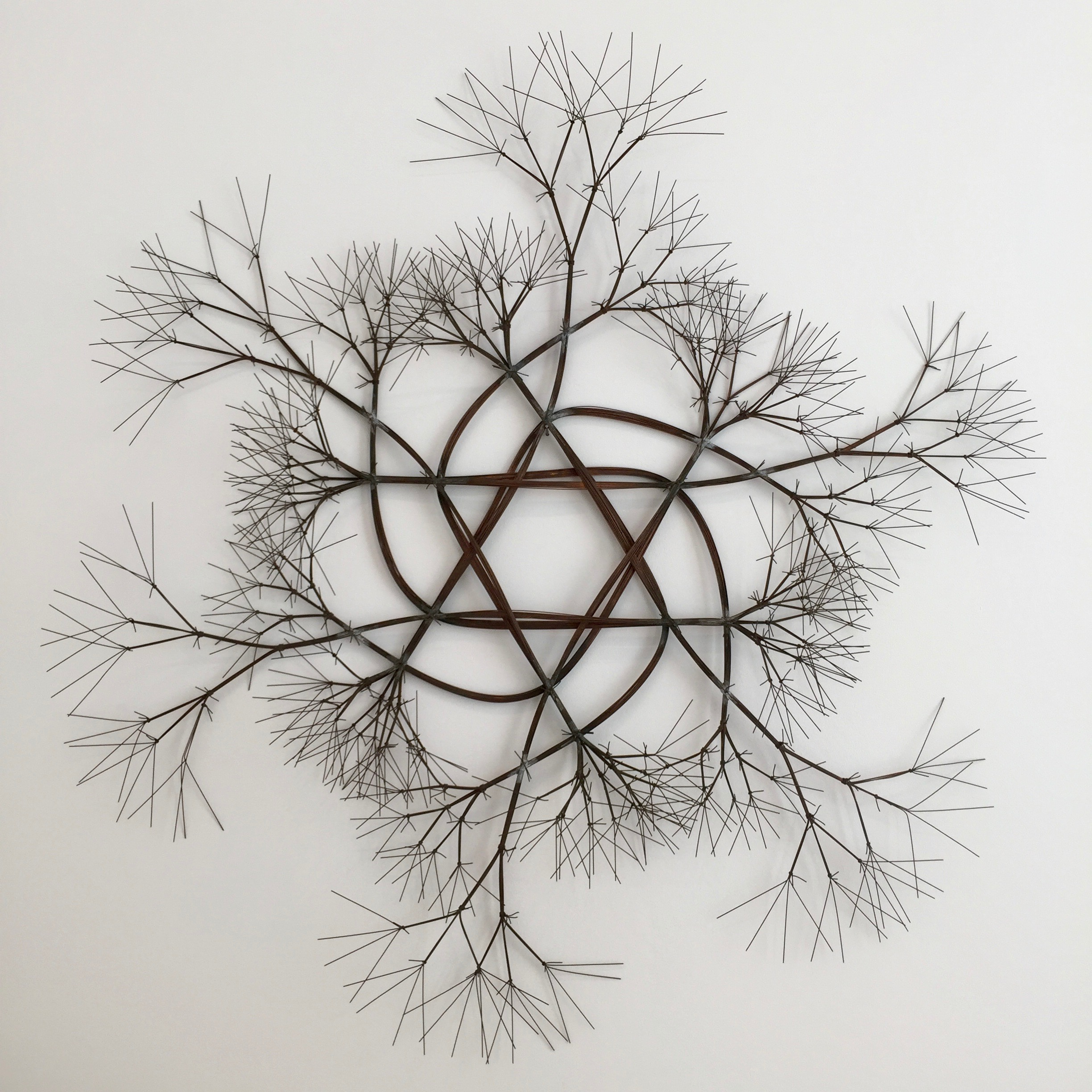
Untitled (S.383, Wall-Mounted Tied Wire, Open-Center, Six-Pointed Star, with Six Branches), c. 1967
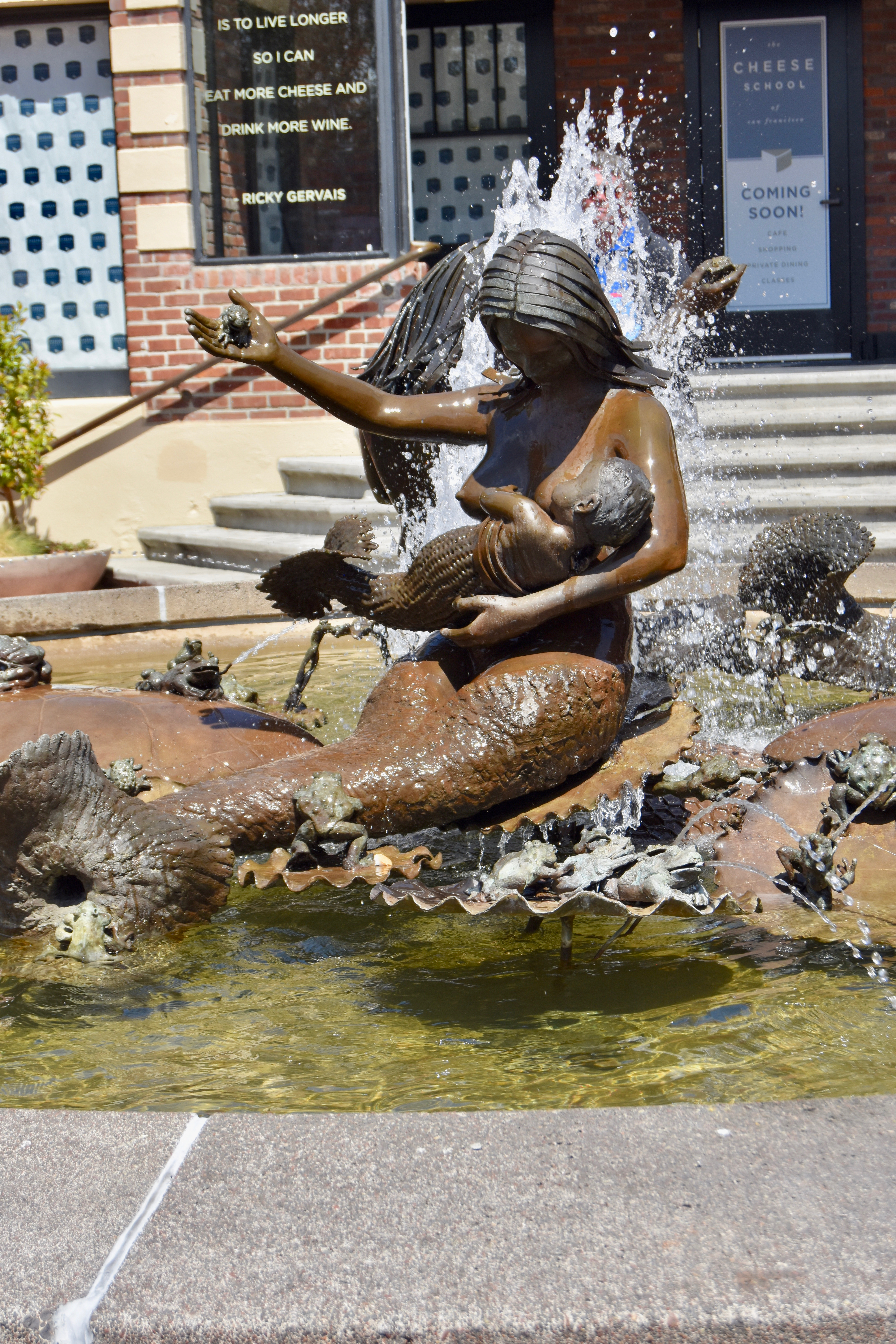
Andrea, havuzul cu sirenă din Ghirardelli Square (1966)